# Famiglia Munster
La Famiglia Munster (The Munsters), conosciuti in lingua italiana anche come I mostri o come famiglia de Mostri, è un gruppo di personaggi creato da Allan Burns e Chris Hayward nel 1963 e protagonista di serie televisive, film per la TV e cinematografici a partire dal 1964. I personaggi che compongono la famiglia Munster sono una versione caricaturale dei classici Mostri della Universal.

## Storia

### Genesi
La famiglia Munster è ispirata ai mostri della Universal degli anni trenta e quaranta. Herman Munster ricorda il mostro di Frankenstein di Boris Karloff; sua moglie Lily è una vampira con le caratteristiche della casalinga americana stereotipata, che cucina, pulisce la casa e spolvera; il loro figlio Eddie è un classico ragazzino con le esigenze della sua età, ma con le orecchie a punta e la pelle verde, ed è un piccolo uomo lupo; il suocero, il padre di Lily, il Nonno, è un vecchio vampiro irascibile che fuma il sigaro, con l'hobby di fare strani esperimenti nel suo seminterrato; la nipote della coppia, Marilyn è l'unica che stona con il resto del gruppo, avendo le fattezze di una comune ragazza bionda dalla pelle rosa, che la famiglia cura e protegge, preoccupandosi per lo scherzo giocatole dalla natura nel crearla così "semplice". Si tratta insomma di una classica famiglia di ordinari, onesti cittadini, una classica famiglia americana, con l'unico dettaglio di essere "mostruosi", cosa che però non sembra scalfire la loro convinzione di essere una famiglia "normale".

### La dolce vita... non piace ai mostri(1966)
I Munster si recano nel Regno Unito per rivendicare la Munster Hall dopo la morte di un vecchio parente. Il film è interpretato dal cast della serie originale in bianco e nero, con l'eccezione di Pat Priest, che viene sostituita da Debbie Watson, attrice adolescente sotto contratto della Universal Pictures. Nel documentario A&E Biography, prodotto sui Munster dalla rete televisiva via cavo A&E, che è rimasta devastata dalla decisione dei produttori di non includere l'attrice, allora 29enne. Il film ha dato ai fan la possibilità di vedere per la prima e unica volta i Munster a colori, nella loro formazione degli anni sessanta. Il film presentava anche la famosa auto hot rod DRAG-U-LA. A partire dal 2020 il film viene distribuito in DVD, Blu-ray e nei servizi di streaming.

### The Mini-Munsters(1973)
Nel 1973 viene realizzato un film per la televisione in animazione della durata di un'ora, per la serie The ABC Saturday Superstar Movie, trasmesso sul circuito ABC il sabato mattina. Nel cartone animato, Al Lewis presta la voce al Nonno. Il film non è mai stato distribuito in home video in alcun formato, ma è disponibile sui servizi di streaming.

### The Munsters' Revenge(1981)
Il proprietario di un museo delle cere crea i robot di Herman e del Nonno e li usa come parte di un piano criminale per rapinare una mostra itinerante di antichità egiziane. Nel 1981 viene realizzato un nuovo film per la televisione in cui Gwynne, la De Carlo e Lewis riprendono i propri ruoli, mentre Eddie e Marilyn vengono interpretati rispettivamente K.C. Martel e Jo McDonnell. A partire dal 2020, questo film viene distribuito in DVD, Blu-ray e sui servizi di streaming.

### Here Come the Munsters(1995)
La famiglia Munster va alla ricerca di Norman Hyde, cognato di Herman, per scoprire alla fine che si è inconstapevolmente trasformato in Brent Jekyll e che si è candidato al Congresso degli Stati Uniti. Il film per la televisione viene interpretato da un cast completamente rinnovato, anche se presenta un cameo di Yvonne De Carlo, Pat Prist e Butch Patrick (Fred Gwynne era morto nel 1993), nei panni di una famiglia litigiosa nel ristorante dove il nuovo Herman Munster fa il cameriere. Herman Munster è interpretato dall'attore Eward Herrmann. Il film è stato pubblicato in home video in formato VHS, mentre in DVD è stato distribuito solo per la regione 2 ed è stato distribuito sui servizi di streaming.

### The Munsters' Scary Little Christmas(1996)
Il Nonno cattura per sbaglio Babbo Natale e due dei suoi elfi, mentre Lily sta cercando di vincere il locale concorso per la miglior decorazione natalizia. Nel frattempo, Marylyn ha invitato famigliari e amici del "vecchio contintente" a far loro visita per Natale. Nonostante il film per la televisione sia uscito soltanto un anno dopo Here Come the Munsters, questo lungometraggio presenta un cast nuovamente completamente rinnovato. Il film è stato distribuito in DVD e sui servizi di streaming.

### Mockingbird Lane(2012)
Nel settembre 2010 Bryan Fuller comincia a lavorare a un potenziale remake della sitcom I mostri per la NBC. Dopo aver bocciato una prima versione, i dirigenti del network approvano la nuova versione della sceneggiatura e la realizzazione di un episodio pilota della serie che prenderà il nome di Mockingbird Lane. Per la regia del pilota viene ingaggiato Bryan Singer, che inoltre affianca Fuller quale produttore esecutivo. 
Il debutto della serie, inizialmente previsto per l'inizio del 2013, viene anticipato al 26 ottobre del 2012, con la messa in onda del pilota quale speciale televisivo per Halloween, così da valutare l'interesse del pubblico, prima di ordinare la produzione dell'intera serie. Inizialmente il pilota riceve buoni riscontri di pubblico, tuttavia, il 27 dicembre successivo, la NBC comunica la decisione di cancellare ufficialmente la serie.

### The Munsters(2022)
Nel 2021 Rob Zombie viene ingaggiato per scrivere e dirigere un nuovo film sui Munster. Nell'ottobre 2021 Rob Zombie pubblica un'immagine in cui conferma che parte del cast è composto da: Jeff Daniel Phillips (Herman Munster), Sheri Moon (Lily Munster) e Dan Roebuck (Il Conte). Il film è uscito direct-to-video in DVD, Blu-ray e formati digitali il 27 settembre 2022 e successivamente è stato reso disponibile per lo streaming su Netflix.

## Personaggi e complementi

### La famiglia Munster

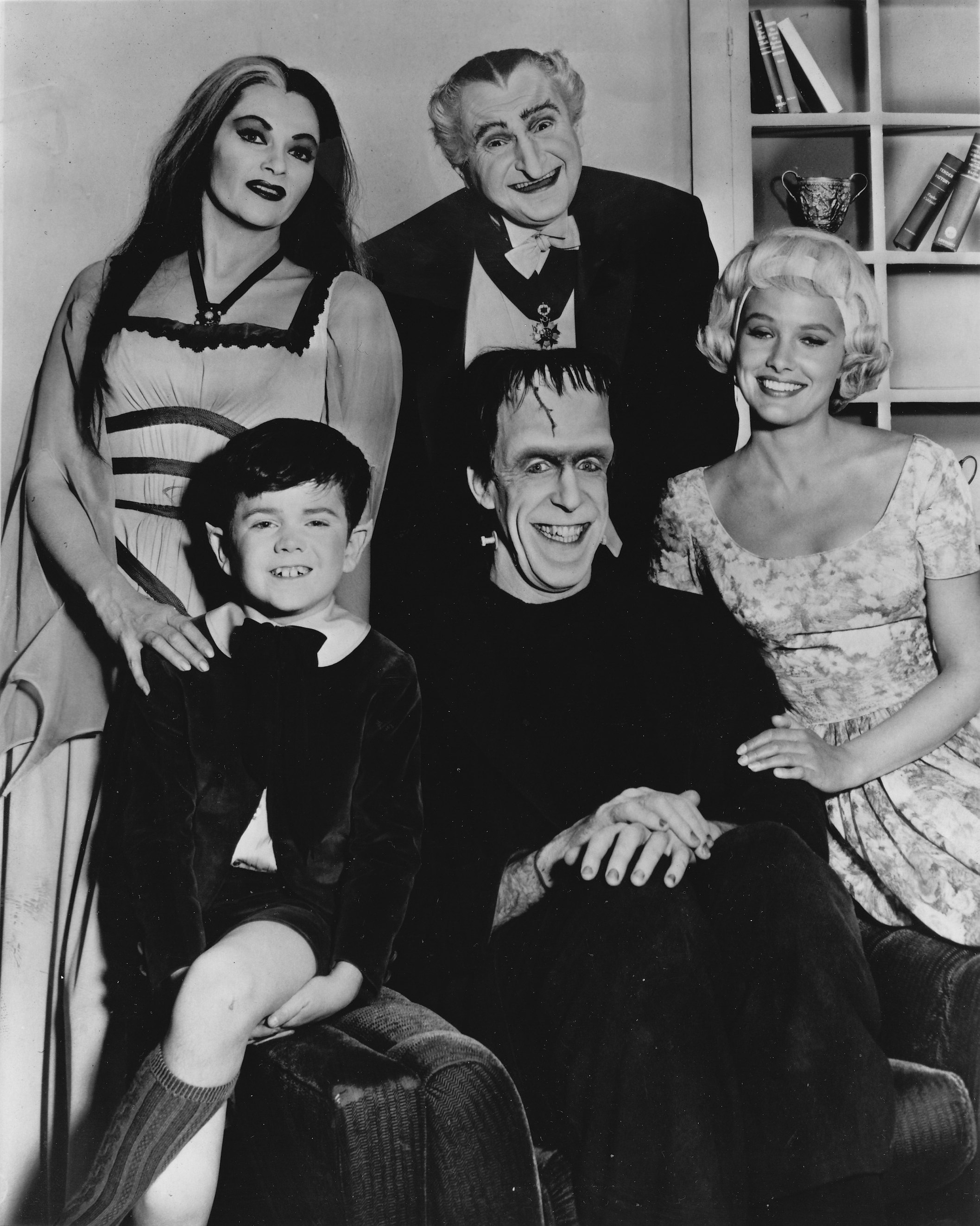
La famiglia Munster nella serie televisiva originale

I personaggi che compongono la famiglia Munster, sono una versione caricaturale dei classici Mostri della Universal.
- Phoebe Munster
Nel primo episodio pilota Herman era sposato con una moglie dall'aspetto molto più goth, di nome Phoebe e interpretata da Joan Marshall. Phoebe aveva un rapporto molto più litigioso e contrastato con Herman e un rapporto più teso con Eddie.[3] I produttori hanno però scartato il personaggio di Phoebe dopo aver deciso che sembrava una copia esatta di Morticia Addams de La famiglia Addams. Lily è quindi apparsa dal secondo pilota in poi.
- Lily Munster
Lily è una vampira, figlia di Sam Dracula.
- Herman Munster
Herman è uno dei vari mostri di Frankenstein realizzati in laboratorio dal dottor Victor Frankenstein tra il 1815 e il 1850. Oltre a lui ha realizzato infatti almeno un paio di "fratelli" e una "sorella".
- Sam Dracula, comunemente chiamato Nonno, detto anche Il Conte.
Sam Dracula è un vampiro, simile in tutto e per tutto al celebre Conte Dracula, trasferitosi con tutta la famiglia dalla Transilvania agli Stati Uniti d'America.
- Eddie Munster
Eddie è un piccolo Lupo Mannaro.
- Marilyn Munster
È la nipote di Herman e Lily, di cui gli zii si prendono cura. Marilyn è la tipica ragazza comune statunitense degli anni cinquanta. Apparentemente l'unico personaggio "normale" della famiglia, incarna in realtà la tipica scream queen dei film horror e di fantascienza degli anni cinquanta.

### Animali domestici
- Spot
Un drago domestico che vive sotto le scale.[4]
- Igor
Il pipistrello di famiglia.[4]
- Raven
Un orologio a cucù da cui spunta un corvo, la cui voce è data da Mel Blanc.[4]

### Automobili
I Munster possiedono due automobili: la Munster Koach e la Dragula.

## Analogie con la famiglia Addams
Nella stessa stagione televisiva in cui i Munster esordivano sul network statunitense CBS, un'altra serie incentrata su una famiglia con caratteristiche simili esordiva invece sulla rivale ABC, La famiglia Addams. Le differenze fra gli show - entrambi in bianco e nero e incentrati sulla quotidianità di una lugubre ma comunque amabile famiglia - stanno soprattutto nella natura soprannaturale dei personaggi, che è palese per i Munster e implicita per gli Addams che, tuttavia, mostravano talenti e capacità chiaramente non umane, e nel loro livello socioeconomico, perché mentre gli Addams erano una agiata famiglia nel quale nessuno lavora in quanto ricchi mentre i Munster erano come la tipica famiglia americana con un padre lavoratore e la moglie casalinga. Le due serie si conclusero nello stesso anno, il 1966.
Inoltre, anche se condividono la totale mancanza di consapevolezza dell'immagine che il resto del mondo ha di loro, mentre la famiglia Addams basa la propria vita su principi totalmente opposti al senso comune, ritenendo positivi eventi, comportamenti o pensieri negativi e viceversa, non si può dire lo stesso sulla famiglia Munster, che al contrario vive secondo principi assolutamente in linea con quelli della società, quali l'educazione, l'amicizia e il rispetto. Per questo i membri della famiglia Munster interagiscono più facilmente con le persone normali della loro comunità, nonostante capiti anche a loro che, senza che loro ne capiscano il motivo, chi ha modo di conoscerli meglio li ritenga pazzi o spaventosi, dato che comunque i Munster, oltre alla loro natura sovrannaturale, danno per ovvi eventi impossibili, quali la resurrezione o la magia.
A parte la coeva messa in onda e la cancellazione di entrambe le serie nella stessa settimana, la famiglia Munster ha infatti più cose in comune con i Flinstones, che non con gli Addams. La trama degli episodi è basata su uno schema ricorrente: Herman tenta di fare qualcosa di grandioso, il Nonno lo aiuta e tutto va a scatafascio. Il tutto è basato sulla commedia slapstick, con molte situazioni tipicamente comiche, cadute, capitomboli e litigi divertenti. Al contrario della famiglia Addams, che mostra una famiglia unita che lavora di concerto, i Munsters sono costantemente in contrasto gli uni con gli altri: Herman fa i capricci, il Nonno imbastisce piani, mentre Lily li rimprovera, col risultato finale che il più maturo appare essere il piccolo Eddie.

## Merchandising
Fin dagli anni sessanta, il successo della serie televisiva, ha generato il proliferare di un vasto merchandising composto da oggetti di ogni tipo, ivi comprese bambole, action figure, bambole di carta, automobili giocattolo, burattini, diorama, dischetti per View-Master, giochi di società, carte da gioco, lunchbox, thermos, gomme da masticare, ecc.
- Nel 1964 la Mattel ha distribuito una bambola di Herman Munster parlante, con la voce dell'attore Fred Gwynne che pronunciava dieci frasi a caso, tirando il cordoncino apposito.[4][5] Si trattava di uno spin-off della celebre bambola Chatty Cathy, per la quale il meccanismo "parlante" è stato inventato.[5]
- Nel 1964 la Remco ha realizzato un set di action figure di 6" di altezza e con il corpo in gomma.[4] Il set comprende le figure di Herman, Lily e del Nonno.[4] Contemporaneamente la Remco ha realizzato un set similare anche della Famiglia Addams.[4]
- Nel 1964 la AMT, celebre casa di modellismo, ha distribuito un modello dettagliato della Munster Koach di George Barris che non richiedeva alcun assemblaggio.[4] Nello stesso anno ha prodotto anche una versione meno dettagliata sempre della Munster Koach e un modello della Dragula.[4]
- Nel 1964 la Aurora commercializza un kit per realizzare un diorama dettagliato in scala 1:16, che raffigura Lily seduta sulla sua poltrona a forma di bara, Herman straiato sulla sua sedia elettrica e Eddie che gioca in mezzo a loro, davanti al fuoco, con il suo lupo giocattolo.[4] Il set è attualmente molto raro ed è stato venduto a un'asta anche a prezzi superiori ai 2.000 dollari.[4]
- Nel 1965 la Ideal ha realizzato una serie di figure chiamate Mini-Monsters, che rappresentavano una versione infantilizzata di Herman, Lily e Eddie.[4] Queste figure non sono state vendute tuttavia come merchandising ufficiale dei Munsters, seppure siano inconfondibilmente loro.[4]
- Nel 1965 la Colorforms ha distribuito un set di cartonati contenente come sfondo il soggiorno dei Munsters su cui attaccare le figure dei personaggi che compongono la famiglia.[4]
- Nel 1965 la Hasbro ha distribuito tre giochi da tavolo ispirati ai Munster: The Munsters Picnic Game, che mostra Herman e la sua famiglia al parco; The Munster Drag Race Game, mostra Herman che gareggia con il suo Munster Koach; Munsters Masquerade Party Game, mostra la famiglia al lavoro nel laboratorio del Nonno.[4]
- Nel 1965 la Whitman ha realizzato un puzzle da 100 pezzi raffigurante un disegno della famiglia Munster che canta assieme in coro.[4]
- Nel 1966 la Sawyer's ha commercializzato per il suo sistema stereoscopico View-Master un set di tre dischetti di diapositive a colori (mentre la serie veniva trasmessa in bianco e nero) che ritraggono i Munsters ripresi sul set dell'episodio della seconda stagione The Most Beautiful Ghoul in the World.[4][6] Il set, distribuito con numero di catalogo B481, è oggi abbastanza raro e costoso.[4][6]
- Nel 1966 la Milton Bradley commercializza un altro gioco da tavolo e un gioco di carte.[4]
- Nel 1966 la Whitman ha prodotto un set di bambole di carta dei Munster da ritagliare, con guardaroba di vestiti intercambiabili.[4]
- Nel 2004[N 1] la Classic TV Toys, ditta statunitense che produce riproduzioni e action figure da 6", 8" e 12", sullo stile delle medesime realizzate dalla Mego negli anni settanta, ha prodotto anche un set dei cinque personaggi della serie I Mostri degli anni sessanta da 8", che comprendono: Lily Munster, Herman Munster, Eddy Munster, Marilyn Munster e il Nonno, su licenza Universal Studios.[7][8][9]
- Nel 2022 NECA ha realizzato un set di tre action figure che comprendono i personaggi del film uscito lo stesso anno e diretto da Rob Zombie, The Munsters, che comprendono i personaggi di: Lily Munster, Herman Munster e del Nonno.

## Filmografia

### Cinema
- La dolce vita... non piace ai mostri (Munster, Go Home!), regia di Earl Bellamy (1966)
- The Munsters, regia di Rob Zombie - direct-to-video (2022)

### Televisione
- I mostri (The Munsters) - serie TV, 70 episodi (1964-1966)
- Marineland Carnival, regia di Bob Lehman - film TV (1965)
- The Mini-Munsters regia di Gerard Baldwin - film TV della serie The ABC Saturday Superstar Movie (1973)
- The Munsters' Revenge, regia di Don Weis - film TV (1981)
- I mostri vent'anni dopo (The Munsters Today) - serie TV, 72 episodi (1988-1991)
- Here Come the Munsters, regia di Robert Ginty - film TV (1995)
- The Munsters' Scary Little Christmas, regia di Ian Emes - film TV (1996)
- Mockingbird Lane, regia di Bryan Singer - film TV (2012)
- Biography - serie TV documentaristica, episodio The Munsters: America's First Family of Fright (2003)

## Giochi

### Videogiochi
- The Munsters (1989)

### Flipper
- The Munsters (2019)

## Discografia

### Album
- 1964 - The Munsters The Munsters
- 1965 - The Munsters At Home with the Munsters
- 1965 - Milton DeLugg And His Orchestra Music for Monsters, Munsters, Mummies & Other TV Fiends

### Singoli
- 1964 - The Munsters Munster Creep
- 1965 - Jack Marshal The Munsters/The Ghoul
- 1965 - Milton Delugg and His Orchestra The Munsters Theme/Ghost Meets Ghoul
- 1965 - Dick Jacobs and His Orchestra The Munsters Theme/Sabbath Prayer
- 1965 - Billy Strange Theme from the Munsters/Goldfinger
- 1980 - Philip Tatro The Munsters
- 1983 - The Escalators The Munsters Theme/Monday
- 1983 - Eddie & The Monsters Whatever Happened to Eddie?/Little Monsters